# Dimmi dov'è il cielo
Dimmi dov'è il cielo è un singolo della cantante italiana Deborah Iurato, pubblicato il 5 dicembre 2014 come secondo estratto dal primo album in studio Libere.

## Video musicale
Il video è stato pubblicato il 19 dicembre 2014 attraverso il canale YouTube della cantante.

## Tracce
Testi e musiche di Fiorella Mannoia, Bungaro e Cesare Chiodo.
1. Dimmi dov'è il cielo – 3:14

## Formazione
- Deborah Iurato – voce
- Cesare Chiodo – basso, tastiera
- Davide Aru – chitarra
- Matteo Di Francesco – batteria